# Gemona del Friuli (stacja kolejowa)
Gemona del Friuli (włoski: Stazione di Gemona del Friuli) – stacja kolejowa w Gemona del Friuli, w regionie Friuli-Wenecja Julijska, we Włoszech. Znajdują się tu 3 perony. Znajduje się na Pontebbana.

## Historia
Stacja została otwarta w dniu 15 listopada 1875 roku, kiedy otwarto linię kolejową do Udine.
W dniu 18 grudnia 1876 została otwarta linia do Carni.